# 愛知県立東山工業高等学校
愛知県立東山工業高等学校（あいちけんりつ ひがしやまこうぎょうこうとうがっこう）は、愛知県名古屋市千種区星が丘山手に2011年3月まで存在した工業高等学校。
愛知工業高校と合併して、東山工業高校の敷地内に愛知県立愛知総合工科高等学校が建設されるため、2009年度から募集を停止し、2011年2月26日に閉校式が実施された。

## 概要
通常、工業高等学校は、科別に入学募集・選抜を行うのが通例であるが、東山工高は全国で初めて全4科一括の募集・選抜を行い、入校後1年間は「工業科」として全科（機械・電子機械・電気・電子工学）の授業・実習を順次行い、第2学年に進級する時点で個人の特性と希望により科目別に分かれた教育を行っていた。
自動制御科を全国で初めて創設した高校で、かつては国内の工業高校の中でもっとも偏差値の高い高校として周知されていた。また、愛知県が推進する産業首都プロジェクトと産学官連携しており、同校の自動制御科を経た一部の生徒が、地元の有力企業であるトヨタ自動車、ブラザー工業、アイシンAW（現在のアイシン）、デンソーなどへ中核人材として、総合職採用されるという慣習があった。とりわけトヨタグループでは、豊田中央研究所など門戸の狭い部門においても受け入れ体制が確立されていた。

## 歴史
- 1959年（昭和34年） - 愛知県立愛知工業高等学校より独立して開校（全日制機械科・電気科・電子工学科・自動制御科）[2]。
- 1964年（昭和39年） - 全日制設備工業科・定時制機械科・電気科を設置[2]。
- 1968年（昭和43年） - 定時制電気科を募集停止、翌1969年（昭和44年）には定時制機械科も募集停止[2]。
- 1972年（昭和47年） - 定時制課程を廃止[2]。
- 1990年（平成2年） - 名古屋市立東星中学校新設に伴い、校地の一部を名古屋市に譲渡。
- 2009年（平成21年） - 全学募集停止。
- 2011年（平成23年）
  - 2月26日 - 閉校式を実施。
  - 3月31日 - 閉校。暫定的に愛知工業高校が事務を継承。
- 2016年（平成28年） - 跡地に愛知県立愛知総合工科高等学校が開校。

## 校歌
- 村野四郎作詞／髙田三郎作曲

## 所在地
愛知県名古屋市千種区星が丘山手107
2005年（平成17年）の町名変更以前の住所表記は田代町字瓶杁108であった。
開校と同時期に愛知淑徳中学校・高等学校（1959年（昭和34年））、椙山女学園大学、名古屋市立菊里高等学校（1962年（昭和37年））が星ヶ丘地区に移転し、周辺は学校が集積する土地となった。
1971年（昭和46年）2月に校地を含む星ヶ丘一帯が文教地区に指定された。
最寄り駅は名古屋市営地下鉄東山線 星ヶ丘駅である。
1959年（昭和34年）3月に延伸開業した名古屋市電東山公園線は校地のすぐ南を通る道路（現在の愛知県道60号名古屋長久手線、通称東山通または広小路通）を走り、「東山工業高校前」停留場が設けられていた。なお、同線は1961年（昭和36年）5月より休止され、後年廃止されている。

## 部活動
- 男子バレーボール部
  - 全国高等学校総合体育大会バレーボール競技大会17回出場
  - 全国高等学校バレーボール選抜優勝大会2回出場(1972年.1978年)2009年には久しぶりに県予選決勝まで勝ち上がるが惜しくも春高出場を逃した。